# 野村耀昌
野村 耀昌（のむら ようしょう、1916年9月3日 - 1997年3月2日）は、日蓮宗の僧、刻字作家。
立正大学卒。1966年「周武法難の研究」で立正大学文学博士。立正大学仏教学部教授。87年定年退任、名誉教授。中国仏教史が専門。

## 著書
- 『法華経史話』平楽寺書店 法華新書 1955
- 『仏教芸術史話』山喜房仏書林 1958
- 『世界の宗教と聖典』宝文館 1959
- 『仏教の寓話』宝文館 1960
- 『維摩経 仏教の聖典』宝文館 1960
- 『経典 その心と歴史』潮文社新書 1965
- 『仏教百話考』鷺の宮書房 1967
- 『周武法難の研究』東出版 1968
- 『仏教寓話集』潮文社新書 1968
- 『宗教の源と流れ』鷺の宮書房 1969
- 『仏教説話百選』学習研究社 1973
- 『中国史の散策 北京から敦煌への道』日貿出版社 1981
- 『『妙法蓮華経』の生いたち 鳩摩羅什三蔵について』日蓮宗新聞社 さだるま新書 1986

### 編集
- 『立正大生活』編 現代思潮社 大學生活シリーズ 1953
- 『少年少女教養全集 8(宗教編)』編 水沢研絵 宝文館 1961
- 『法華経信仰の諸形態 法華経研究』編 平楽寺書店 1976
- 『六書通正』服部畊石輯 大久保翠洞共編集 宝文館出版 1976

## 論文
- Cinii

## 注
1. ↑    - 『「現代物故者事典」総索引 : 昭和元年～平成23年 2 (学術・文芸・芸術篇)』日外アソシエーツ株式会社、2012年、848頁。
2. ↑  『人物物故大年表』
3. ↑  『全国大学職員録』